# Талбаков, Исмоил Иброхимович
Исмоил Иброхимович Талбаков (тадж. Исмоил Иброимович Талбаков; 24 марта 1955, кишлак Хасанбеги, Советский район, Таджикская ССР — 17 декабря 2016, Душанбе, Таджикистан) — советский, затем таджикский политический деятель, председатель Коммунистической партии Таджикистана (2016).

## Биография
В 1976 году окончил экономический факультет Таджикского государственного университета, с 1983 года находился на партийной работе.
В 1990—1993 годы занимал должность первого секретаря Советского райкома Коммунистической партии Таджикистана (КПТ), в 1993-2000 годы — первый секретарь Компартии в Кулябской зоне Хатлонской области.
С 2000 года — депутат Национального Совета Маджлиси Оли Таджикистана. Был заместителем председателя Комитета по социально-экономическим вопросам Межпарламентской Ассамблеи СНГ.
В 2006 и в 2013 годах выдвигался Компартией в качестве кандидата на выборах президента Таджикистана, заняв, соответственно, третье и второе места по количеству голосов после Эмомали Рахмона.
В июле 2016 на XXXII съезде КПТ избран на пост председателя партии, опередив (32 против 25 голосов делегатов) в ходе голосования Шоди Шабдолова, бессменно стоявшего у руля КПТ предыдущие 25 лет.
Похоронен на кладбище «Сари Осиё».